# 네이트 멘델

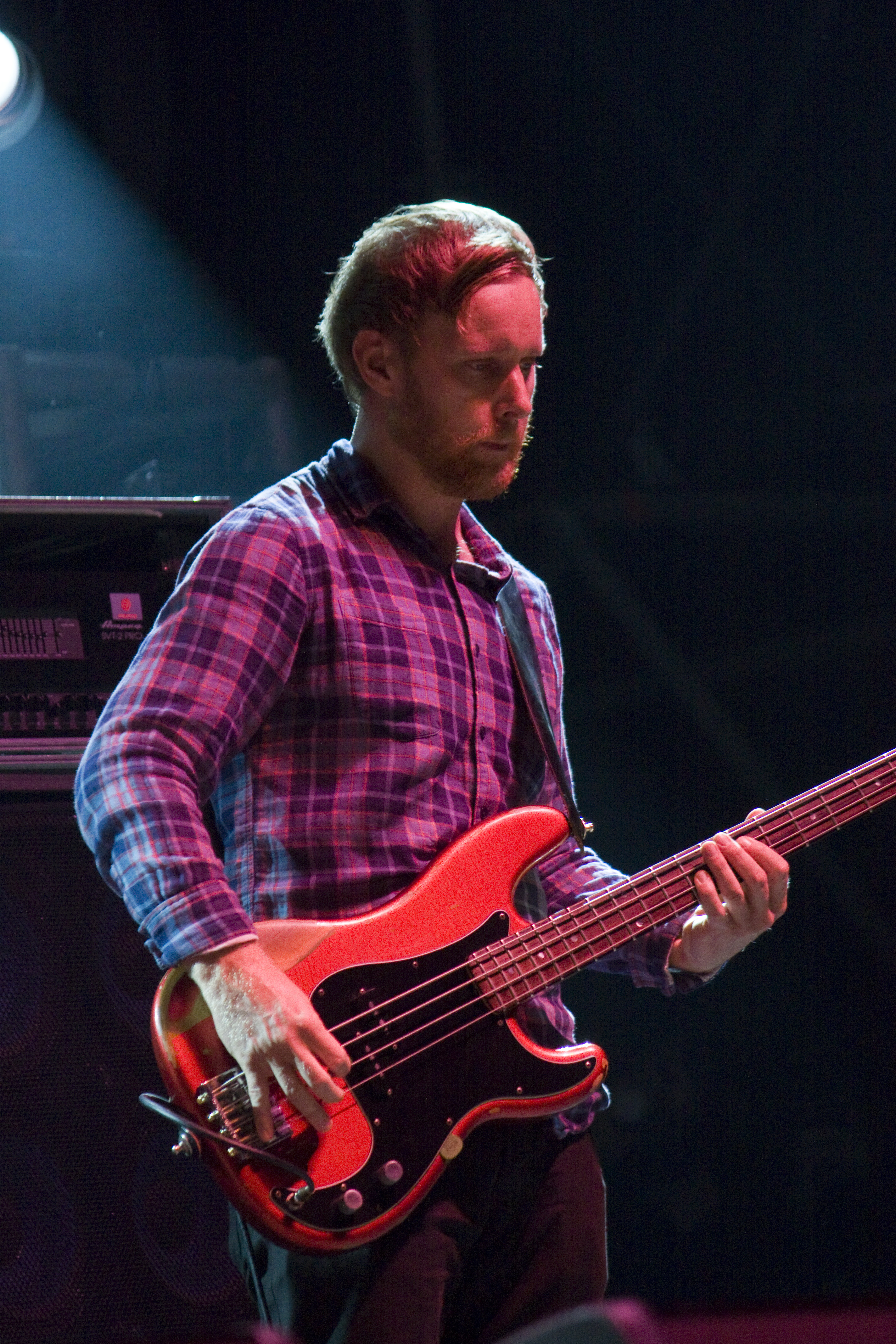
네이트 멘델

네이단 그레고어 멘델(Nathan Gregor Mendel, 1968년 12월 2일 ~ )은 미국의 베이시스트이다. 푸 파이터스의 멤버로 잘 알려져 있다.

## 일대기
서니 데이 리얼 이스테이트의 멤버였던 그는 서니 데이 리얼 이스테이트가 해체된 후 1995년 푸 파이터스에 합류하였다. 후에 서니 데이 리얼 이스테이트가 재결합하여 두 장의 음반까지 발매하였지만, 멘델은 푸 파이터스에 남았다. 나중에 서니 데이 리얼 이스테이트의 다른 멤버인 제러미 에닉과 윌리엄 골드스미스와 함께 파이어 세프트를 결성하여 2003년 데뷔 음반을 발표하였다.